# Рабочий посёлок Дальнее Константиново
Рабочий посёлок Дальнее Константиново — городское поселение в составе Дальнеконстантиновского района Нижегородской области.
Административный центр — рабочий посёлок Дальнее Константиново.

## История
Городское поселение рабочий посёлок Дальнее Константиново образовано Законом Нижегородской области от 15 июня 2004 года № 60-З «О наделении муниципальных образований — городов, рабочих посёлков и сельсоветов Нижегородской области статусом городского, сельского поселения», установлены статус и границы муниципального образования.

## Население
| 2002  | 2008  | 2009  | 2010  | 2011  | 2012  | 2013  |
| ----- | ----- | ----- | ----- | ----- | ----- | ----- |
| 5062  | ↘4641 | ↘4572 | ↗4828 | ↘4787 | ↘4677 | ↘4538 |
| 2014  | 2015  | 2016  | 2017  | 2018  | 2019  | 2020  |
| ↘4358 | ↘4319 | ↘4225 | ↘4177 | ↘4100 | ↘4056 | ↘3973 |
| 2021  |       |       |       |       |       |       |
| ↗4916 |       |       |       |       |       |       |

## Состав городского поселения
| № | Населённый пункт      | Тип населённого пункта                  | Население |
| - | --------------------- | --------------------------------------- | --------- |
| 1 | Дальнее Константиново | рабочий посёлок, административный центр | ↗4846     |
| 2 | Ивановка              | посёлок                                 | ↗17       |
| 3 | Новое Борцово         | посёлок                                 | ↘0        |
| 4 | Улейка                | деревня                                 | ↘34       |